# Rond-point (place ronde)
Ne doit pas être confondu avec carrefour giratoire ou rond-point (église).

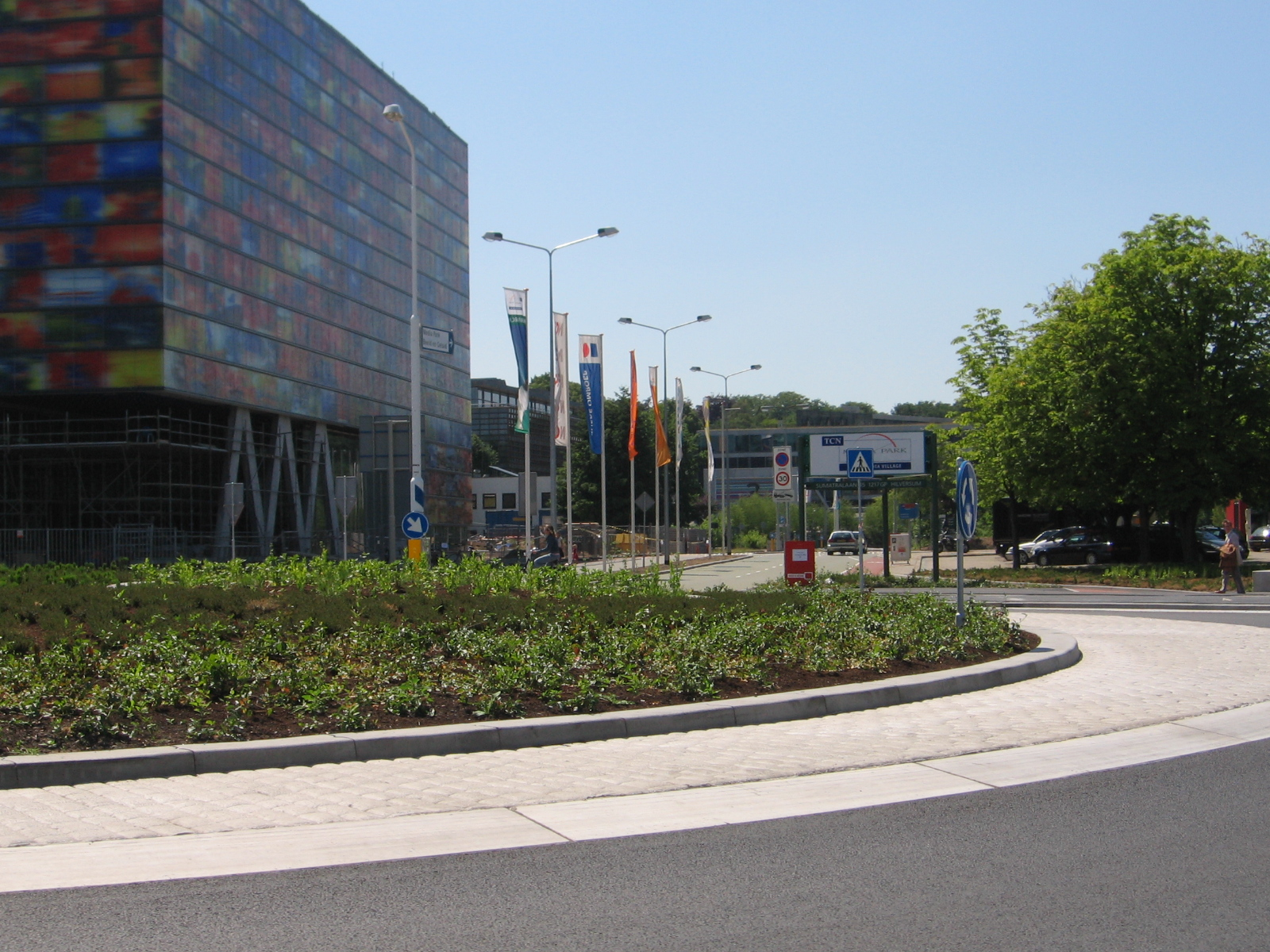
Rond-point devant l'Institut néerlandais de l'image et du son, à Hilversum.

En France et au Québec, un rond-point, ou rondpoint, est une dépendance routière consistant généralement en une place circulaire (ronde, ovale ou polygonale) ou demi-circulaire. Un édicule (œuvre d'art, fontaine) est généralement placé en son centre.
En France, bien que l'abus de langage soit courant, il ne faut pas confondre « rond-point » (qui désigne un type de place) et « carrefour giratoire » (qui est un carrefour). Dans le domaine de la circulation routière en France, le rond-point, à l'inverse du giratoire, donne priorité aux véhicules arrivant dans l'anneau, suivant la règle de la priorité à droite.
En Belgique, un rond-point est obligatoirement signalé par le signal D5 et donne la priorité aux véhicules dans l'anneau et désigne donc un carrefour giratoire prioritaire ; il n’y a pas de terme officiel pour désigner le rond-point non prioritaire.

## Histoire
Le rond-point apparait au XVIIe siècle dans le vocabulaire des jardins pour désigner le point de rencontre de plusieurs allées rayonnantes. L'aménagement urbain s'approprie ce terme au siècle suivant pour nommer une place créée dans un environnement rural ou périurbain gagné par l'urbanisation, et dont la fonction de carrefour est importante.

## Rond-point interne
Un rond-point interne est un dégagement en forme de rond-point ou demi rond-point pratiqué au milieu d'une rue.
Au XIXe siècle, la circulation des voitures à chevaux était de plus en plus intense à Paris. Ces véhicules, plus longs que les voitures modernes, avaient parfois des difficultés à prendre les virages au carrefour. C'est la raison pour laquelle on a parfois créé des ronds-points internes à des rues lors de la construction ou de la reconstruction des immeubles riverains.
Des pans coupés ont aussi été pratiqués, ce qui rend difficile la distinction entre les ronds-points destinés à faciliter la circulation et ceux uniquement décoratifs.

## Circulation routière

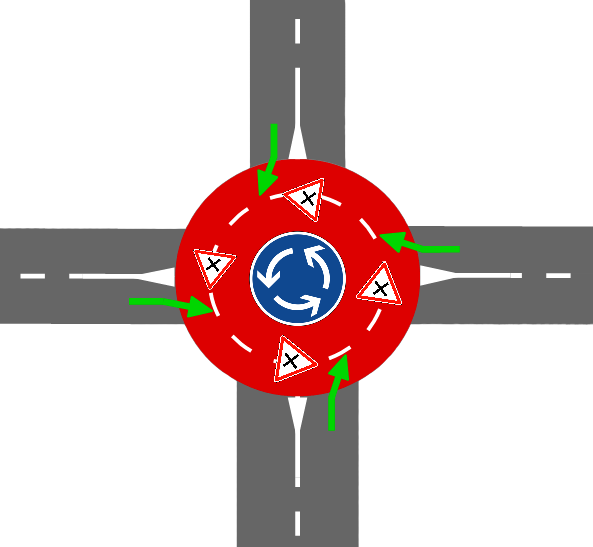
Principe de fonctionnement d'un rond-point en France.

En France, à la différence d'un carrefour giratoire (plus courant), un simple rond-point (plus rare) suit la règle de la priorité à droite qui s'applique aux véhicules circulant déjà dans l'anneau et qui donne priorité aux véhicules étant dans les branches pénétrantes. Ainsi les véhicules de l'anneau doivent céder le passage aux véhicules qui arrivent des branches extérieures au rond-point. Pour faciliter ce fonctionnement, certains ronds-points importants sont équipés de feux.

## Place dans l'art et la vie publique
Le rond-point est un sketch célèbre de Raymond Devos, avec un laitier aux prises avec un rond-point n'ouvrant que sur des sens interdits.

Lou viro-couioun est une chanson de Jean-Bernard Plantevin, où le rond-point devient un tourniquet infernal.

## Galerie

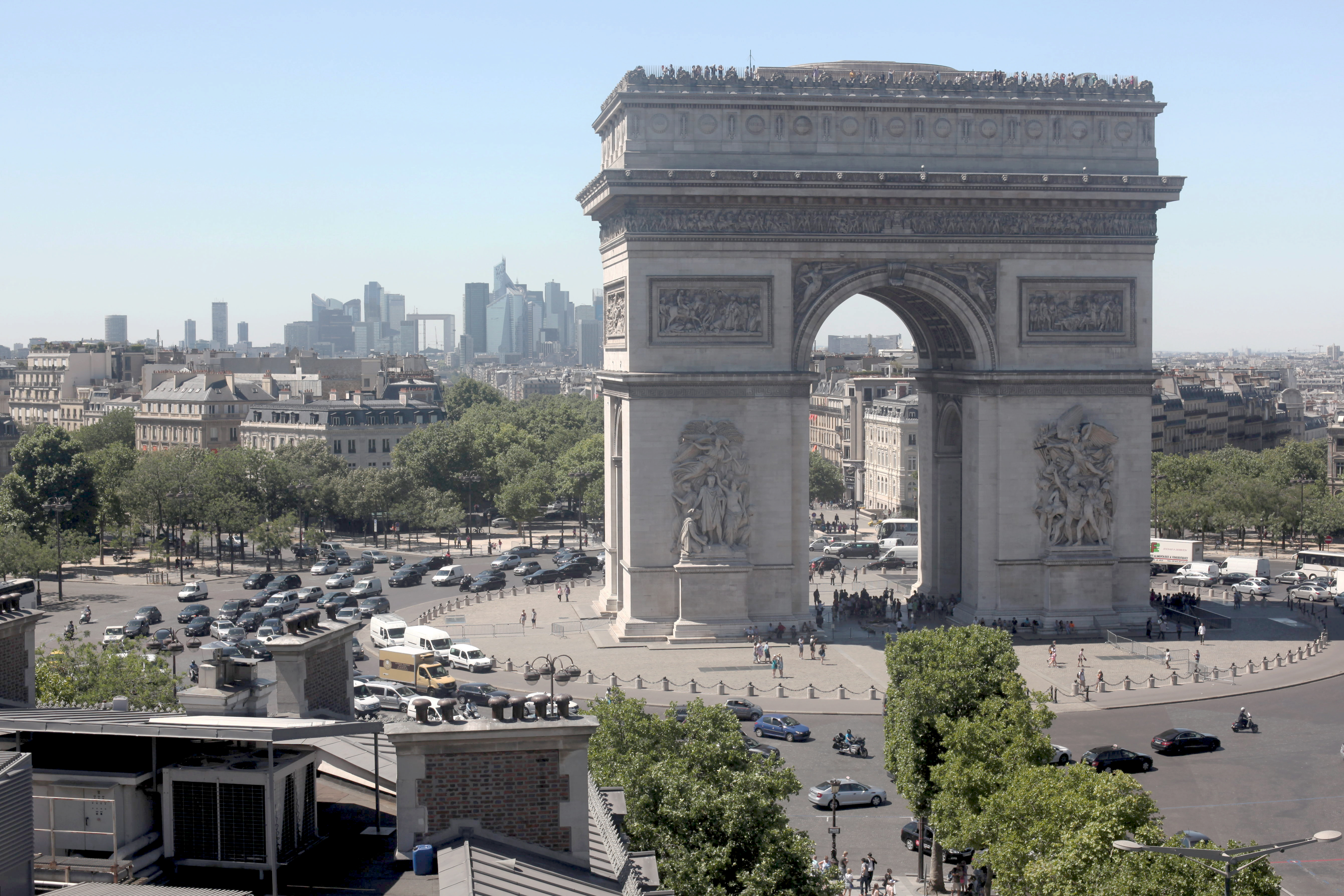
Place de l'Étoile à Paris.
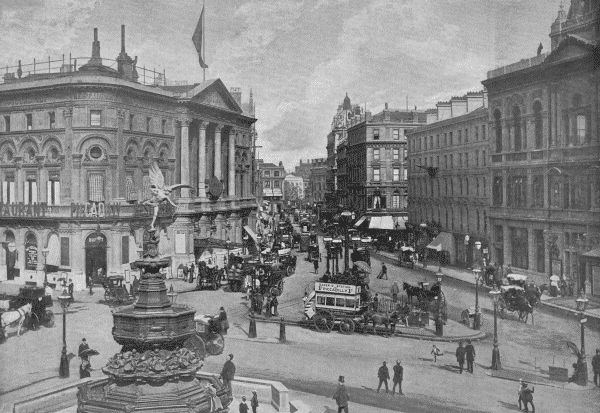
Piccadilly Circus à Londres.
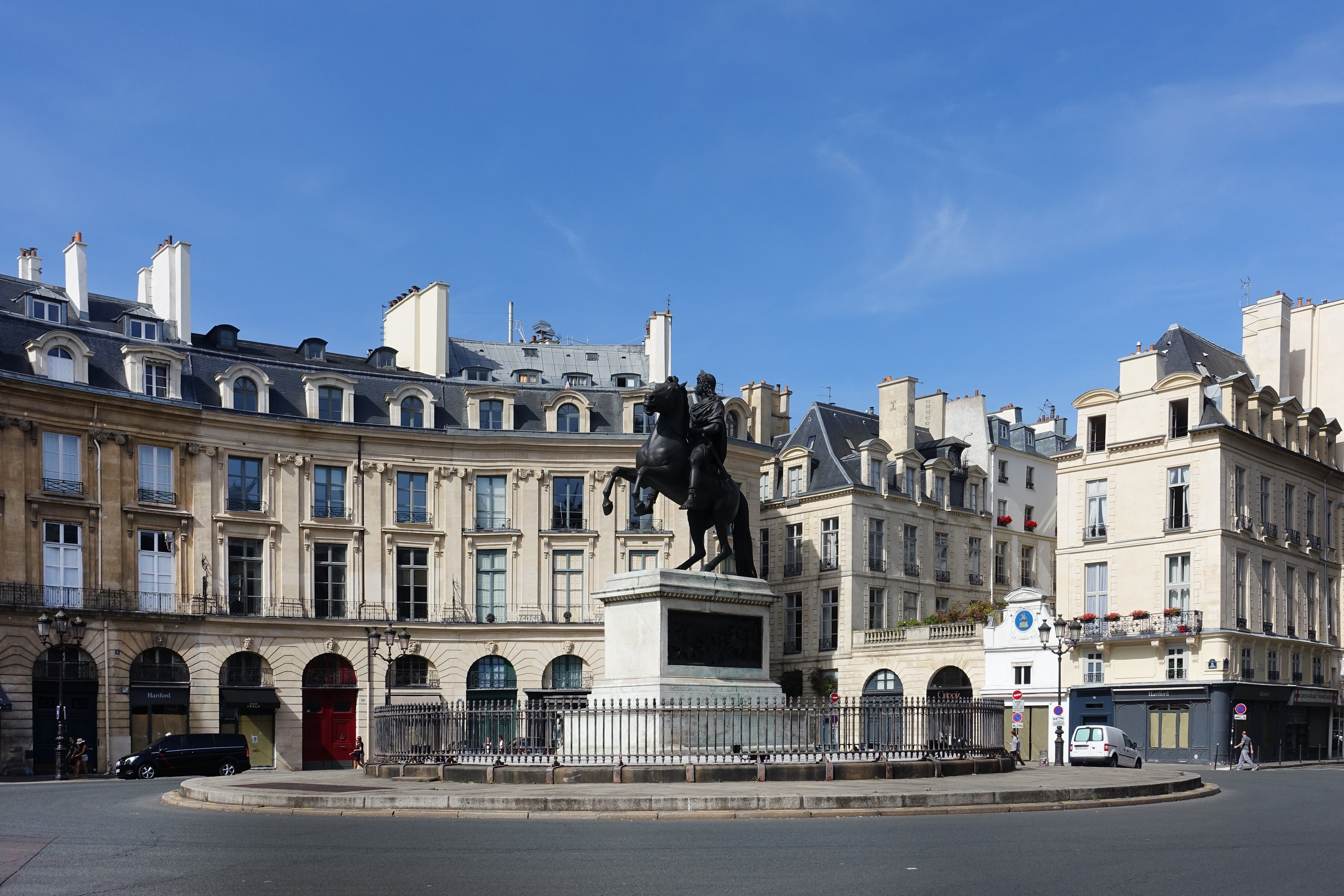
Place des Victoires à Paris.
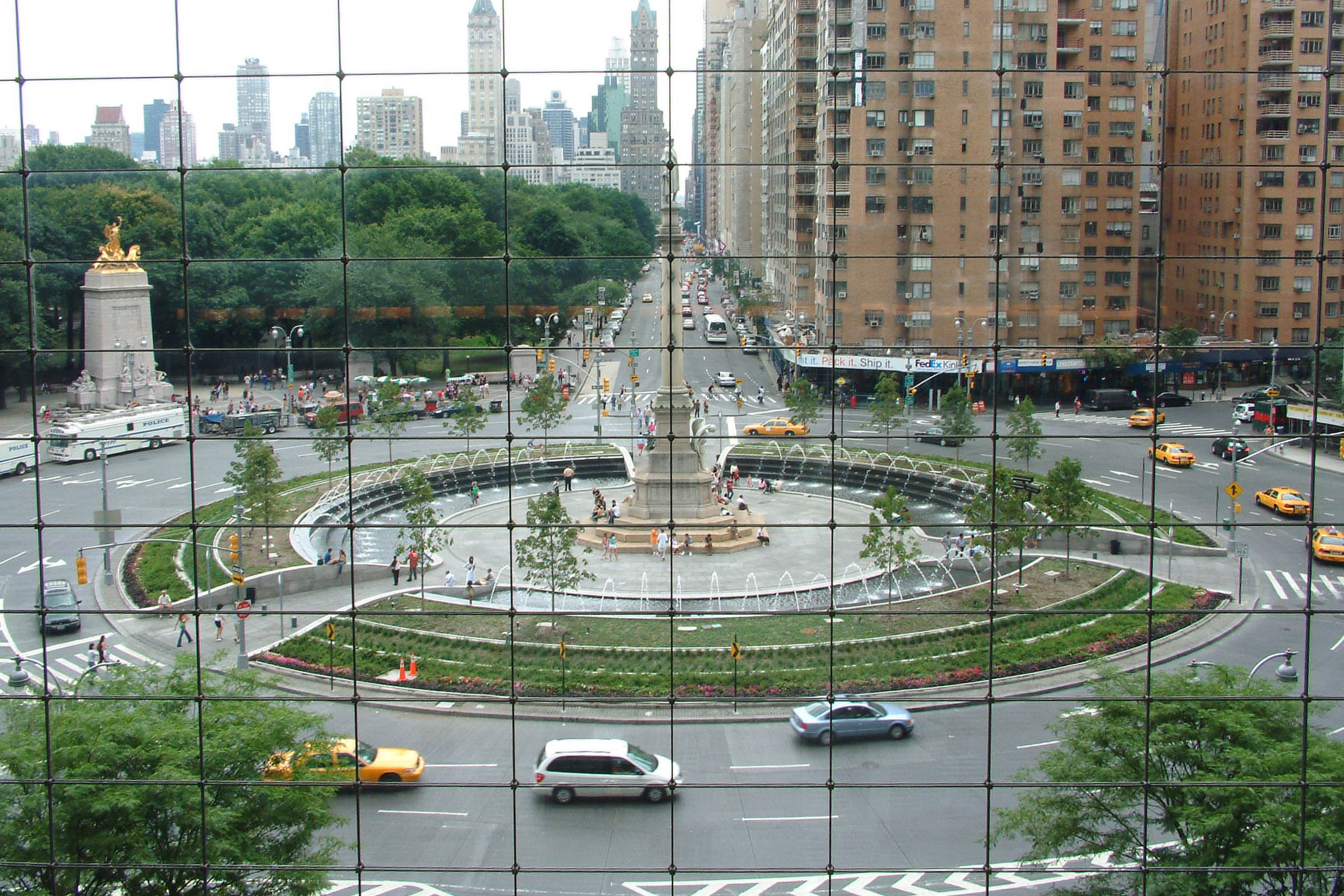
Columbus Circle à New York.
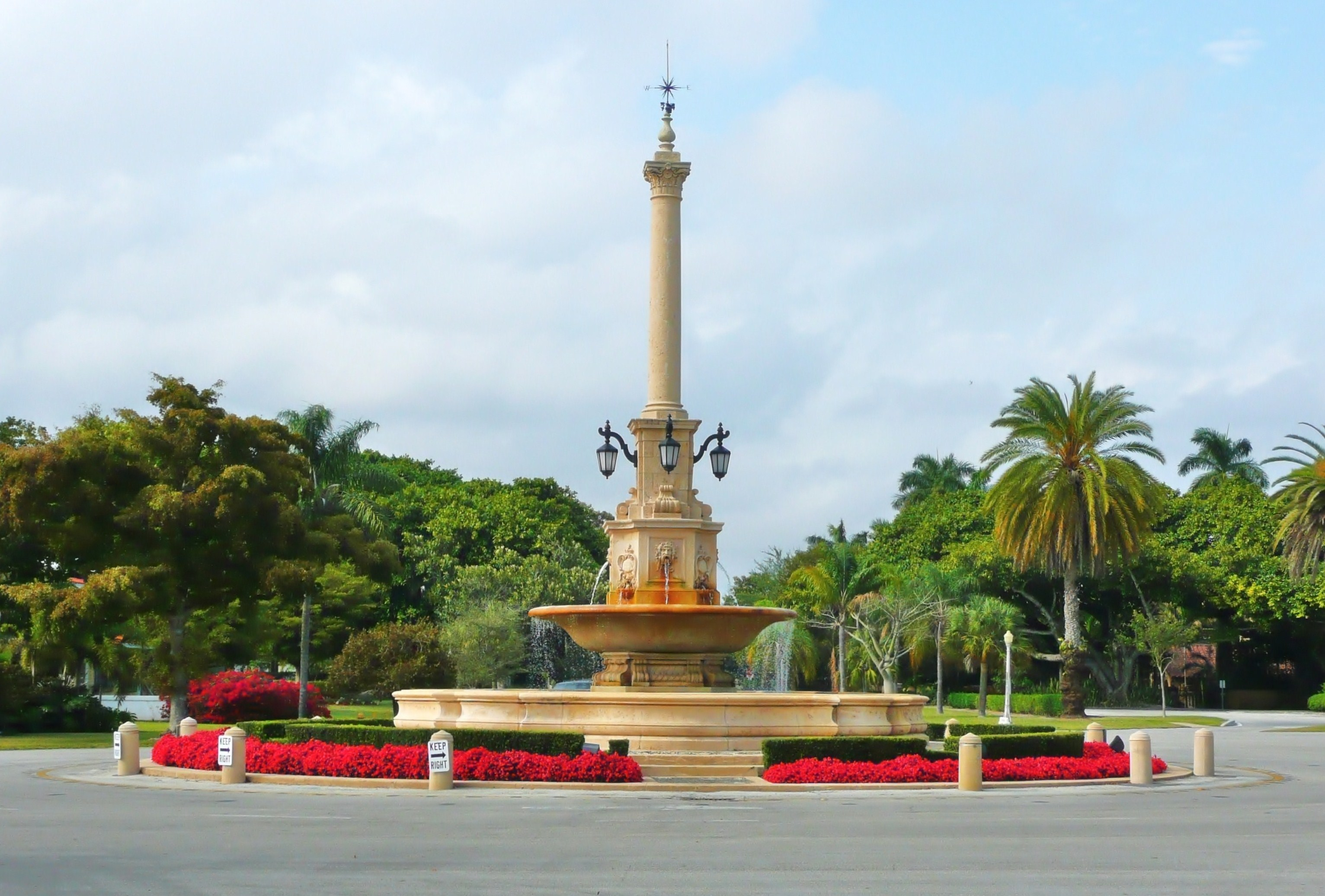
Fontaine DeSoto à Coral Gables.
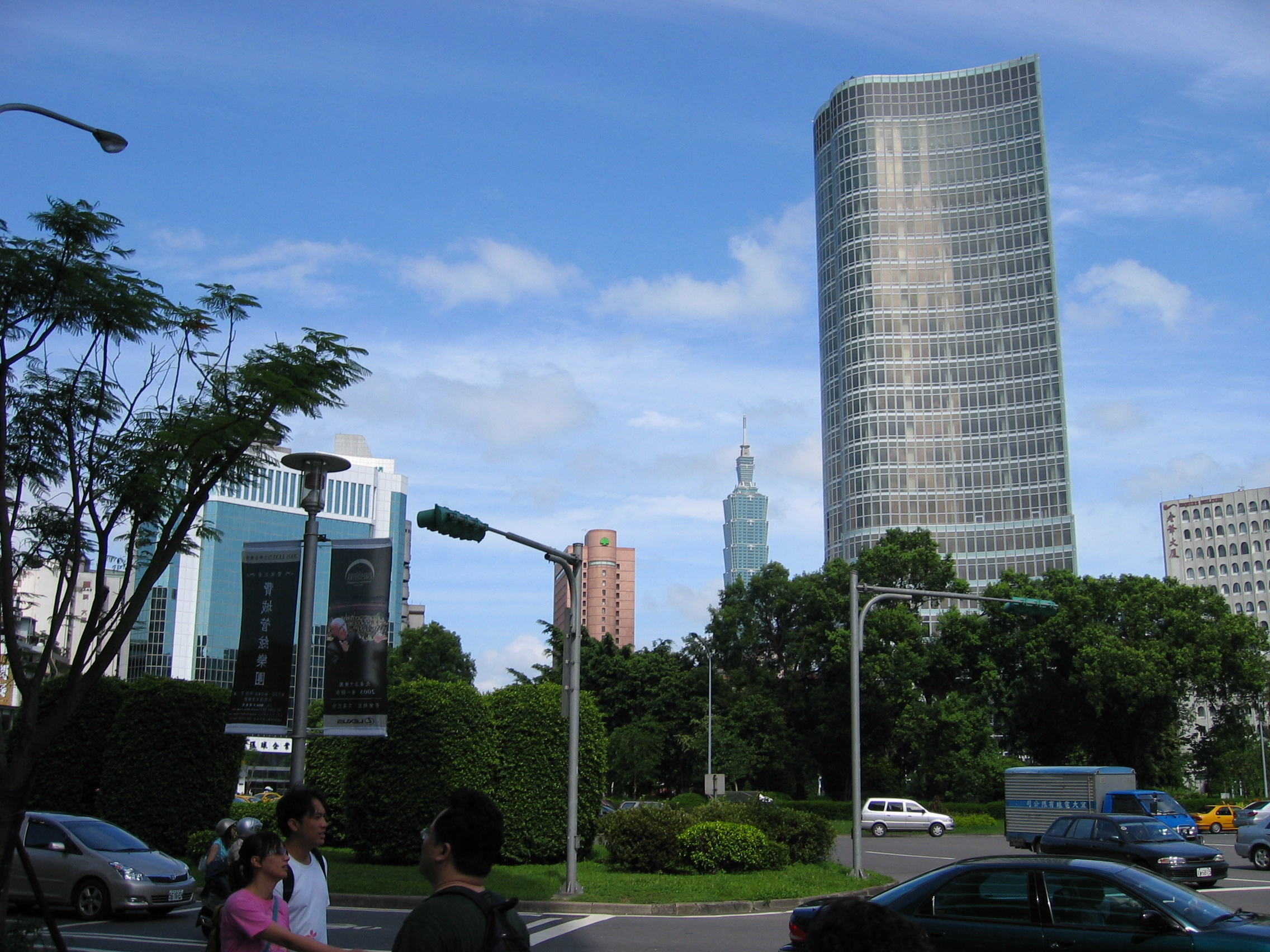
Renai Dunhua Circle à Taipei.
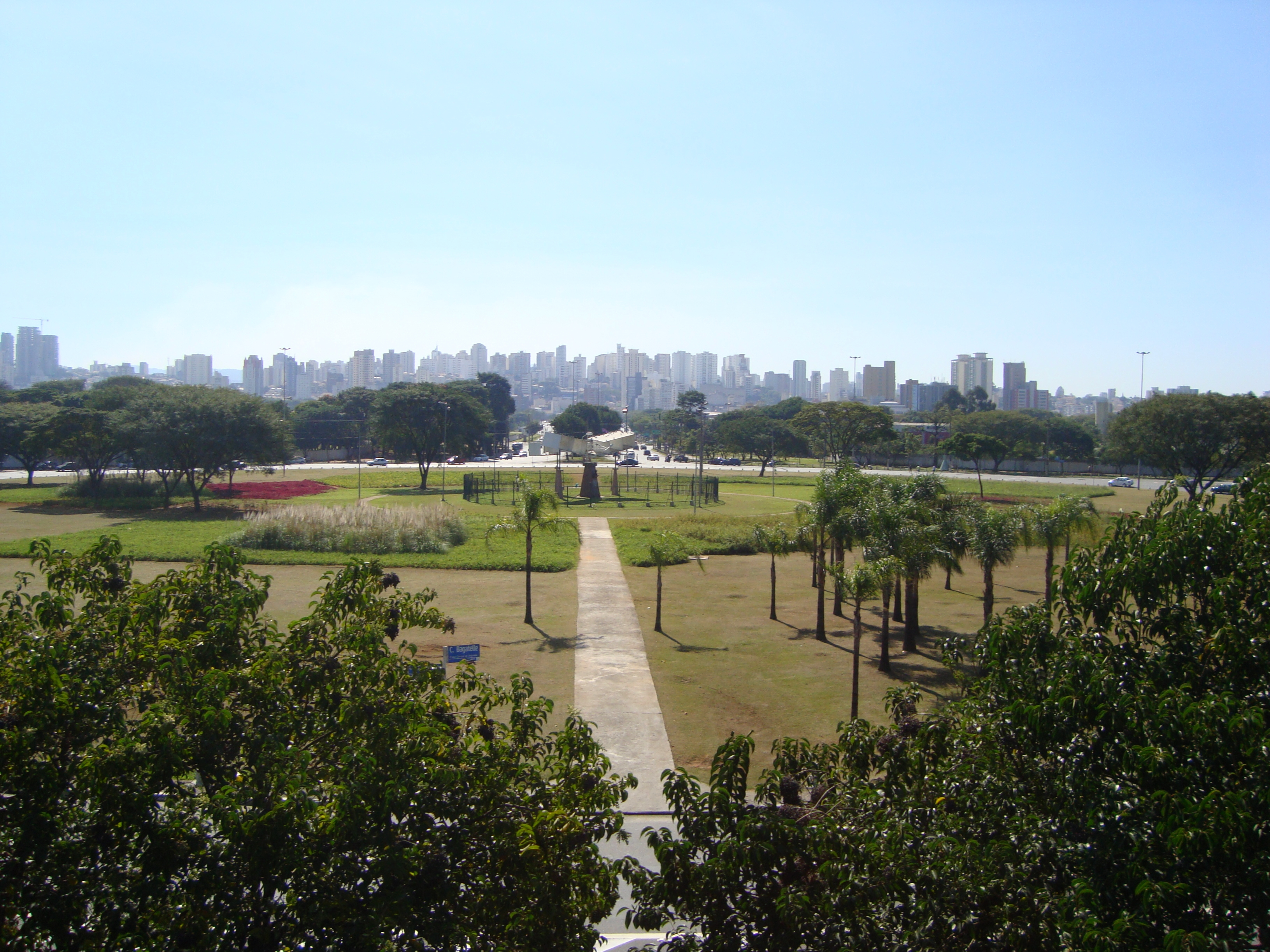
Praça Campo de Bagatelle à São Paulo.